# تيوفيل ألكسيس دوراند
تيوفيل ألكسيس دوراند هو عالم نبات بلجيكي، ولد في 4 سبتمبر 1855 في Saint-Josse-ten-Noode ‏ في بلجيكا، وتوفي في 12 يناير 1912.